# 1240 w literaturze
Wydarzenia literackie w 1240 roku.

## Urodzili się
- Guido Guinizelli, włoski poeta (zm. 1276)
- Trần Thánh Tông, wietnamski poeta (zm. 1290)

## Zmarli
- Albert z Pizy, włoski teolog (rok narodzin nieznany)
- Gonzalo de Berceo, hiszpański poeta (ur. ok. 1190)
- Ibn Arabi, muzułmański teolog (ur. 1165)
- Neidhart von Reuenthal, niemiecki poeta (ur. ok. 1190)